# Гунгль, Иоганн
Иоганн Гунгль (также Иван Гунгль, нем. Johann Gung’l; 15 октября 1818, Жамбек, Венгрия — 23 ноября 1883, Печ) — австро-венгерский скрипач, композитор и дирижёр. Племянник (в некоторых источниках — брат) Йозефа Гунгля.

## Биография
Иоганн Гунгль родился 15 октября 1818 года в Жамбеке.
С семилетнего возраста пел в хоре кафедрального собора в Пече, затем играл на скрипке в оркестре Печской оперы. В 1843 году последовал за дядей в Берлин, выступал как скрипач в танцевальных оркестрах. С 1845 года, как и дядя, значительную часть времени работал в России, руководя оркестрами лёгкой музыки в Павловске и Новой Деревне, а с 1848 года, главным образом, играя на скрипке в придворном оркестре. В 1855 года гастролировал с оркестром в Шотландии. С 1862 года жил, в основном, в Пече, в 1874—1878 годах руководил городским оркестром.
Автор 126 маршей, галопов, вальсов, полек и т. д., частично напечатанных в России (фр. Réunion de Galops, Marches, Mazurkas, Polkas); некролог парижского журнала «Le Ménestrel» среди них особо выделяет «прекрасный чардаш „Последняя любовь“». Вальс Гунгля-младшего «Возвращение» (фр. Le Retour; 1854) был оркестрован в студенческие годы П. И. Чайковским.
Иоганн Гунгль умер 23 ноября 1883 года в Пече.